# Häuslingen
Häuslingen er en kommune i Samtgemeinde Rethem/Aller i Landkreis Heidekreis i den centrale del af den tyske delstat Niedersachsen. Kommunen har et areal på 13,58 km², og et indbyggertal på godt 800 mennesker (2013).

## Geografi
Häuslingen ligger nordøst for floden Aller, mellem Rethem og Verden (Aller).
De to landsbyer i kommunen hedder Groß Häuslingen og Klein Häuslingen.